# Erythrogonys cinctus
El chorlito pechinegro (Erythrogonys cinctus)
 es una especie de ave charadriforme de la familia Charadriidae. Es monotípica dentro del género Erythrogonys.

## Descripción
Es una ave de tamaño mediano, mide entre 17 y 20 cm de longitud, 33 y 38 cm de envergadura y pesa entre 40 y 55 gramos.
Los adultos tienen un gorro o capucha negra que inicia desde el pico, se extiende por ojos y se fusiona en la nuca con el gris-marrón del dorso. La barbilla y la garganta son blancas. Tiene una banda ancha de color negro en el pecho que se extiende a los flancos como una franja castaña. El vientre y la cloaca son blancos. Las patas son rojas y el pico es rojo con la punta oscura.
Se alimenta de artrópodos, moluscos, anélidos y semillas. A menudo es gregario y se asociará con otras limícolas de su misma o diferentes especies, incluso durante la reproducción. Es nómada y en ocasiones irruptiva.

## Distribución
Es nativa de la parte continental Australia y Nueva Guinea, reportado como vagabundo en Tasmania, Palaos y Nueva Zelanda.

## Reproducción
Generalmente se reproduce de octubre a enero, aunque puede anidar en otros meses si existen las condiciones adecuadas de agua. Anida en el suelo en los márgenes de los humedales, a veces utilizando los nidos de otras aves. La puesta es generalmente de cuatro huevos de color crema profusamente cubiertos de líneas, motas o manchas. Las aves jóvenes son precoces y nidífugas.